# Славко Шећеров
Славко Шећеров (Српски Крстур, 4. април 1888 — 7. новембар 1967) био је економиста и политичар.
Филозофски факултет (природне науке) завршио у Бечу, где је докторирао 1910. године. Прешао је у Србију 1912. године. Магистрирао је економију на Лондонској економској школи 1919. године. Био је повереник аграрне реформе за Банат, Бачку и Барању после I светског рата и активан у финансијским одборима као вишеструки посланик. Радио је у министарству финансија. Писао је о утицају ратова на привреду, о инфлацији у Југославији, сматрајући је резултатом повећања новчаног оптицаја и неповољног платног биланса, о аграрној кризи и економској политици. Критиковао је министре финансија за дефиците и анализирао аграрну реформу и њене последице.
Дела:
- 1919. Economic Phenomena Before and After the War; A Statistical Theory of Modern Wars. Routledge.[1]
- 1925. Проблеми аграрне реформе
- 1926. Наше финансије 1918-1925
- 1930. Из наше аграрне политике
- 1935. Проблеми светске и наше привреде
- 1952. Историја аграрне рефроме (рукопис)

1. ↑  Hankins, F. H. (1920). „Review of Economic Phenomena Before and After the War; A Statistical Theory of Modern Wars”. Quarterly Publications of the American Statistical Association. 17 (130): 210—213. ISSN 1522-5445. doi:10.2307/2965294.